# Алі Ель-Хаттабі
Алі Ель-Хаттабі (араб. علي الخطّابي, нар. 17 січня 1977, Східам, Нідерланди) — колишній марокканський футболіст нідерландського походження, що грав на позиції нападника.
Виступав, зокрема, за клуби «Геренвен» та АЗ, а також національну збірну Марокко.

## Клубна кар'єра
У дорослому футболі дебютував 1995 року виступами за команду клубу «Спарта», в якій провів один сезон, взявши участь у 9 матчах чемпіонату.
Своєю грою за цю команду привернув увагу представників тренерського штабу клубу «Геренвен», до складу якого приєднався 1996 року. Відіграв за команду з Геренвена наступні три сезони своєї ігрової кар'єри.
Протягом 1999—2001 років знову захищав кольори команди клубу «Спарта».
2001 року уклав контракт з клубом АЗ, у складі якого провів наступні чотири роки своєї кар'єри гравця. Більшість часу, проведеного у складі «АЗ», був основним гравцем атакувальної ланки команди.
Завершив професійну ігрову кар'єру у клубі «Росендал», за команду якого виступав протягом 2005—2006 років.

## Виступи за збірну
1997 року дебютував в офіційних матчах у складі національної збірної Марокко. Протягом кар'єри у національній команді, яка тривала три роки, провів у формі головної команди країни одинадцять матчів, забивши один гол.
У складі збірної був учасником чемпіонату світу 1998 року у Франції, Кубка африканських націй 1998 року в Буркіна Фасо.